# Хронологија Санкт Петербурга
У наставку је хронологија историје за град Санкт Петербург, Русија.

## 17—18. век
- 1611 – Швеђани су саградили тврђаву Ниеншанц на ушћу река Нева и Охта на месту где се данас налази Санкт Петербург.

- 1703
  - Град је основао цар Петар Велики.
  - Саграђена је Кабина Петра Великог која је била прва Санкт Петербуршка палата.

- - Формиран је Војни историјски музеј артиљерије.[1] Војни историјски музеј артиљерије
- 1709 – Основана Школа Светог Петра
- 1710 – Изграђена Катедрала Светог Сампсона
- 1711 – Отворена Меншикова Палата
- 1712
  - Град је постао главни град Руске Империје.
  - Саграђен је Зимски дворац који је био службена резиденција руских императора од 1732. до 1917. године.

- 1714
  - Основана је Библиотека Руске академије наука.
  - Изграђена је Летња палата Петра Великог
- 1716 – Основана је Црква свете Катарине (Санкт Петербург), најстарија католичка црква у Руској Федерацији, а једина црква са називом базилике.
- 1718 – Успостављена је Санкт Петербуршка полиција. То је једна од најстаријих полицијских служби у Русији и свету.
- 1719 – Изложен је Летњи Врт. Летњи врт заузима острво између Фонтанка, Мојике и Лабудовог Канала у Санкт Петербургу, а име дели са суседном Летњом палатом Петра Великог.
- 1720
  - Отворен је Ермитажни мост.
  - Створено је острво Нови Холанд. То је историјско троугласто вештачко острво у Санкт Петербургу, које датира из 18. века.

- 1721 – Конструисан је Лиговски Канал. То је један од најнапреднијих канала Санкт Петербурга. Дугачак је 23 km. Његова сврха била је набавка воде за фонтане Летњег врта.
- 1724
  - Основана је Руска академија наука. Тада је имала назив Санкт Петербуршка академија наука.
  - Основана је и Санкт Петербуршка ковница новца.
- 1725
  - Саграђена је Петерхоф Палата. То је комплекс палата и паркова. Настала је као краљевска палата Петра Великог. Назива се руским Версајом.

- - Петар Велики је умро.
- 1727 Изграђена је Кунсткамера. То је први музеј у Русији.

- 1728 – Главни град државе се пребацује са Санкт Петербурга на Москву.
- 1731 – Основане су кадетне школе са младићима који су их похађали и припремали да постану официри у Руском царству.
- 1733 – Изграђена је Катедрала Светог Петра и Павла, која се налази унутар Петропавловске тврђаве. То је први и најстарији оријентир у Санкт Петербургу.
- 1736 – Велики пожар који је сравнио 2.000 кућа.
- 1738 – Основана је Ваганова академија руског балета. Академија је позната као Империјална балетна школа све до совјетског времена. Назив је добила по Агрипини Вагановој која је култивисала метод класичног балетског тренинга који се тамо предавао од краја 1920-их.
- 1740
  - Саграђена је Петропавловска тврђава, око које је израстао историјски центар града Санкт Петербурга.
  - Основана је компанија Марински балет. Балет Марински је једна од водећих светских балетских компанија. На међународном нивоу, Балет Марински и даље је познат по некадашњем совјетском називу Балета Кирова.
- 1744
  - Освнована је Империјална фабрика порцелана која је била произвођач ручно обојене керамике у Санкт Петербург. Многи још увек називају фабрику познатим ранијим именом, Фабриком порцелана Ломоносов.
  - Саграђено је Дванаест колега. То је највећа зграда из петринске ере која је остала у Санкт Петербургу.
- 1748 – Отворено је Смоленски Лутеран гробље. То је једно од највећих и најстаријих неправославних гробља у граду. До почетка 20. века то је било једно од главних гробница за етничке Немце.
- 1754
  - Изграђен је Строгановски дворац.

- - Изграђен је Аничков дворац. То је бивша царска палата у Санкт Петербургу.
  - Изграђена је Црква Преображења.
- 1756 – Основан је Александрински театар. Алекандрински театар је саграђен за царску трупу из Петербурга (Империјална трупа основана је 1756. године).

- 1757
  - Основана је Империјална Академија Уметности.
  - Изграђена је Воронтсова палата.
- 1759 – Основана је Паж корпс. То је била војна академија у Империјалној Русији, која је припремала синове племства и виших официра за служење војног рока.
- 1762 – Изграђен је Зимски дворац.
- 1764
  - Успостављен је музеј Ермитаж. То је највећи уметнички и културно-историјски музеј у Русији и један од највећих у свету.
  - Основан је Институт за племените даме. То је био један тип образовне институције и завршна школа у касној империјалној Русији. Израђен је као установа намењена само за жене и само за девојке племенитог порекла.
- 1770
  - Основана је Оснивачка болница.[2]
  - Изграђена је Дворац Јусупов.
- 1771 – Изграђен је Дом Чичерина.
- 1773
  - Основан је Санкт Петербуршки Рударски Универзитет. То је најстарији руски технички универзитет и једна од најстаријих техничких школа у Европи. Основала га је 21. октобра 1773. године, царица Катарина Велика, која је реализовала идеју коју су Петер Велики и Михаил Ломоносов предложили за обуку инжењера за рударску и металску индустрију.
  - Основано је Волково гробље. То је једно од највећих и најстаријих неправославних гробаља у Санкт Петербургу.
- 1774 – Катарина Велика је наредила прављење ролер костера у њеној палати Ораниенбаум.
- 1779 – Отворено је позориште Карл Книпер. То је било место немачке позоришне трупе коју је водио Карл Книпер који је наступао у Санкт Петербургу почетком 1775. године.[3]
- 1780
  - Отворена је Катедрала Светог Андора, која је последња барокна катедрала саграђена у Санкт Петербургу.
  - Саграђена је Црква Чесме.

- 1782 – Откривен је споменик Бронзани коњаник. То је коњичка статуа Петра Великог на Тргу Сената у Санкт Петербургу.
- 1783
  - Формирана је Оркестар Марински театра. Оркестар је једна од најстаријих музичких установа у Русији.
  - Отворен је Бољшој театар у Санкт Петербургу
- 1785
  - Успостављена је Санкт Петербуршка градска Дума. Основан је у оквиру општинске реформе Катарине Велике.
  - Отворено је Позориште Ермитажа. То је једна од пет грађевина Ермитаже које се налазе на обали палате реке Неве. Позориште Ермитажа било је друго позориште Зимске палате.
  - Саграђен је Велики Гостини Двор. Није само најстарији трговачки центар у граду, већ и један од првих шопинг центара на свету.
  - Саграђена је Мермерна палата и то је једна од првих неокласичних палата у Санкт Петербургу.

## 19. век
- 1801
  - Формирано Слободно друштво љубитеља књижевности, науке и уметности.
  - Изграђен Михајловски замак, која је бивша краљевска резиденција у историјском центру Санкт Петербурга.

- - Царинска ливада је преименована у поље Марса. То је велики парк који је добио име по Марсу, римском богу ратова, и смештен је у центру Санкт Петербурга, површине око 9 хектара.
- 1802 – Формирана Санкт Петербуршка филхармонија.
- 1804 – Успостављен је Петербуршки педагошки завод.
- 1805 – Основан руски поморски музеј који је један од најстаријих руских музеја и један од највећих поморских музеја на свету.
- 1806 – Полицијски мост је обновљен. То је био први мост у граду израђен од ливеног гвожђа.
- 1807 – Изграђена је палата Константин.
- 1808 – Изграђена зграда Смољни института. Смољни институт је оригинално настао као манастирски комплекс у Санкт Петербургу, али никада није вршио ту функцију. У манастиру је отворена прва руска висока образовна институција за девојке. Ту су се оне училе како да се понашају као отмене даме у друштву дворјана. Стога су училе стране језике и лепе манире.

- 1810
  - Успостављен је Војно-инжењерски технолошки универзитет. Основао га је Александар I Павлович.
  - Изграђена је берза.
- 1811 – Саграђена је Катедрала Казан. Посвећена је Богородици Казањској, вероватно најпознатијој икони у Русији.
- 1812 – Књижевни часопис "Син отаџбине" почиње да се издаје.
- 1813 – Изграђен је Црвени мост. Дужина моста је 42 м, ширина је 16,8 м.

- 1814
  - Отворена је Национална библиотека Русије.[4] Представља најстарију војну библиотеку у Русији.
  - Подигнута је Нарва Тријумфална капија како би се обележила руска победа над Наполеоном.
- 1818
  - Књижевни часопис "Патриотске ноте" почиње да се издаје.
  - Изграђен Плави мост, који је широк 97,3 m. Плави мост је најшири мост у Санкт Петербургу и понекад се тврди да је најшири мост на свету.
  - Основан је Азијски музеј. Био је један од првих музеја азијске уметности у Европи.
- 1819 – Формиран је Санктпетербуршки државни универзитет. Најстарији је и један од највећих универзитета у целој Русији и спада међу веће и угледније универзитете у целој регији источне и централне Европе.
- 1822 – Изграђена је палата Јелагин. Служила је као краљевска летња палата за време владавине краља Александра I.
- 1823 – Адмиралска зграда је обновљена. Објекат Адмиралти је бивши штаб Адмиралитетског колегијума и царске руске морнарице у Санкт Петербургу и садашњи штаб руске морнарице.[5]
- 1825
  - Децембар - Међувлада. Руска међувлада 1825. године почела је 1. децембра са смрћу Александра I и трајала је до приступања Николаја I и потискивањем побуне декабриста 26. децембра 1825. године.
  - Устанак декабриста.
  - Књижевни часопис "Северна пчела" почиње да се издаје. То је био незванични орган Трећег одељења тајне полиције.
  - Изграђена је Михајловска палата.
- 1826 – Изграђена зграда позоришта Камено Острво. То је једино преживело дрвено позориште у Санкт Петербургу, а једно од ретких преосталих у Европи.[6] Позориште је светска баштина заштићена од стране УНЕСКОа.[7]
- 1829 – Изграђена је зграда Генералштаба.
- 1832 – Основан Зоолошки музеј. То је један од десет највећих музеја историје природе на свету.
- 1833
  - Отворен је Обводни канал. Најдужи је канал у Санкт Петербургу, који је у 19. веку био јужна граница града. Дуг је 8 km.
  - Основан је Театар Михајловски. То је једна од најстаријих оперских и балетских кућа у Русији.
- 1834 – Откривен је Александровски стуб. је главна тачка на Тргу Палате у Санкт Петербургу. Споменик је подигнут после руске победе у рату са Наполеоновом Француском. Стуб је названа у част руског царства Александра I, који је владао од 1801. до 1825.

- 1835
  - Основана је Царска школа правосуђа. Била је једна од две престижне школа за дечаке у Санкт Петербургу.
  - Изграђена је Катедрала Свете Тројице. Катедрала може да прими до 3.000 посетилаца.
- 1836
  - Часопис Савременик почиње да се идаје. Излазио је четири пута годишње у периоду од 1836. до 1843. и након тога, једном месечно. Часопис је објављиао поезију, прозу, критику, историју, етнографију и друго.
  - Премијера опере Михаила Глинке "Живот за цара"[8] То је "патриотско-херојска трагична опера" у четири чина са епилогом.
- 1838 – Подигнута је Москвовска Тријумфална капија.

- 1839
  - Отворена је Пулковска опсерваторија. То је главна астрономска опсерваторија Руске академије наука. Налази се 19 км јужно од Санкт Петербурга у рејону где је некад било село Пулково.
  - Изграђена је велика хала Бошљој Зал у Санкт Петербуршкој филхармонији. Бошљој Зал ове зграде је једна од најпознатијих музичких дворана у Русији.
- 1842 – Основан је Александер Парк established.
- 1844 – Изграђена је Марински палата.
- 1848 – Проширен је Белосељски-Белозерски дворац.
- 1850 – Изграђен је Благовешченски мост. То је први трајни мост изграђен преко реке Неве у Санкт Петербургу.
- 1851
  - Почиње са радом Московска железничка станица - Санкт Петербург.
  - Отвара се Николајевски железнички терминал.
- 1858 – Изграђена је Катедрала Светог Исака, која је највећа у граду.

- 1860 – Отвара се Маријински позориште.
- 1861 – Изграђене су Николајева Палата и Нова Михајлова палата. Саграђене су за децу Николаја I.
- 1862
  - Основан је Санкт Петербуршки конзерваторијум, музичка школа.
  - Изграђена је Нова Михајлова палата.
  - Новембар: Премијера Вердијеве опере Моћ Судбине.[9]
- 1863 – Основана је Павелова војна школа.
- 1866
  - Либерални часописВесник Европе је почео да се издаје.
  - Објављен је роман Достојевског "Злочин и казна".
- 1867 – Основана је фирма Хлебников. Хлебников је била руска фирма за накит.
- 1869 - Број становништва износио је: 667,926.[10]
- 1870 – Изграђена је железничка станица у Санкт Петербургу - Рихимаки од 385 км од Хелсинкија до Санкт Петербурга.
- 1874 - Премијера опере Модеста Мусоргског Борис Годунов.[11] Музеј Суворова
- 1876 – Основана је Академија уметности и индустрије у Санкт Петербургу
- 1877 – Отворен је Циркус на Фонтанки. Циркус на Фонтанки је био први цигански циркус у Русији; Налази се поред Фонтанке у Санкт Петербургу.
- 1878 – Основани су Бестузевски курсеви (били су највећа и најистакнутија женска високошколска установа у Русији.[12] и Музеј Штиглиц
- 1879
  - Основан је Музеј антропологије и етнографије Петра Великог.
  - Бранобел - нафна компанија је отворила своје седиште у Сант Петерсбургу.
- 1882 – Формирао је Империјални музички хор.[13]
- 1890 – Изграђен је Крести затвор у Санкт Петербургу.
- 1893 - Премијера "Симфоније број 6." Петра Чајковског.[14]
- 1894 – Почело је објављивање каталог "Вес-Петербург" - то је попис становника, улица, предузећа, организација или институција...
- 1895 – Основан је руски музеј. Ту се налази највећи број руске ликовне уметности у Санкт Петербургу. То је такође један од највећих музеја у земљи.
- 1897 - Укупан број становништва: 1.267.023.
- 1900
  - Лансирана је Руска крстарица Аурора.
  - Основан је Музеј Суворова. То је војни музеј посвећен сећању генерала Александра Суворова.

## 20. век

### 1900.– 1940.
- 1905
  - Јануар – Крвава недеља (1905). Односи се на догађај када су припадници царске војске отворили ватру на поворку демонстраната која је хтела да уручи петицију цару Николају II у Зимском дворцу.[15]
  - Октобар - Формиран је Савет радничких делегата.
- 1907 – Електрични трамваји су почели са радом.

- 1909 – Основан је Литени позориште.
- 1910 - Март: одржана је изложба Соиуза Молодиожија.[16]
- 1913 - Укупан број становника: 2.318.645.[17]
- 1914 – Град је преименован у "Петроград".
- 1916
  - Убијен је Григориј Распућин. Убила га је група племића да би спасла углед монархије. Може се сматрати и за једну од најконтроверзнијих личности 20. века.
  - Изграђен је мост Палата. Укупна дужина моста је 260,1 m, а ширина је 27,8 m.
- 1917
  - Почела је Фебруарска револуција.[18]
  - Март - формиран је Петроградски савет радничких и војничких заменика. Савет је основан у марту 1917. након фебруарске револуције као представничко тело градских радника и војника, док је град већ имао добро успостављено градско веће, Градску думу у Санкт Петербургу.
  - Јулски дани - односе се на догађаје који су се одржали у Петрограду у Русији од 3. до 7. јула 1917. године, када су војници, морнари и индустријски радници ангажовани на спонтаним наоружаним демонстрацијама против Руске привремене владе.[19]
  - Август - "Голос Труда", анархистичке новине почињу са објављивањем.
  - Октобарска револуција.
- 1918 Лењинградска средња уметничка школа.
  - Главни град се пребацује са Москве на Петроград.
  - Организован је Товстоногов Бољшој драмски театар.
  - Основан је Јофе институт. Један је од највећих истраживачких центара у Русији специјализован за физику и технологију.
- 1920 – Организована је позоришна представа "Олуја Зимске палате". То је био масовни спектакл из 1920. године, заснован на историјским догађајима који су одржани у Петрограду током октобарске револуције 1917. године.
- 1921 – Отварен је Музеј уметничке културе.
- 1922 – Отварено је Позориште за младе Бријанцев.
- 1923 – Отварен је Руски музеј етнографије.
- 1924 – Град је преименован у Лењинград.

- 1928 – Отварен је музеј Циркуса
- 1929 – Основан је Театар младих.
- 1931 – Основан је Комаров Ботанички институт (водећа ботаничка установа у Русији) и Академски симфонијски оркестар Санкт Петербурга.
- 1932
  - Аеродром Пулково почиње са радом.
  - Основана је Санкт-Петербуршко удружење уметника и Санкт-Петербуршка унија композитора.
  - Изграђен је Бољшој Дом. То је седиште локалних огранака Савезне безбедности Русије и главног одељења Министарства унутрашњих послова у Санкт Петербургу и Лењинградској области.[20]
  - Активиран је биоскоп Аврора.[21]
- 1934
  - Убијен је Сергеј Киров.
  - Основана је Лењинградска средња уметничка школа.
  - Премијера Шостаковичеве опере Леди Магбет Мценског округа.
- 1936
  - Отвара се Арктички и антарктички музеј.
  - Успостављено је Позориште балтичке куће.
- 1938 – Основан је Државни музеј историје Санкт Петербурга.
- 1941 Московскиј парк победе
  - Почиње Опсада Лењинграда. То је била немачка опсада Лењинграда током Другог светског рата. Немачки план је имао шифровани назив Операција Северна светлост. Опсада је трајала од 8. септембра 1941. године до 18. јануара 1944. године.
  - "Пут Живота" је почео да ради. Пут живота је била зимска транспортна рута на леденом путу преко замрзнутог језера Ладога, који је обезбедио једини приступ опкољеном граду Лењинграду док је опсег у опсади одржавала група немачке армије Север и Финске одбрамбене снаге.
- 1942 - Основан је Руски музеј војне медицине
- 1944
  - Завршила се Опсада Лењинграда.
  - Основано је Државно луткарско позориште бајки.
- 1946 – Отворен Московски парк победе.
- 1949 – Ленинградска афера. То је био низ кривичних предмета које је крајем 1940-их и почетком 1950-их година направио Јосиф Стаљин, како би оптужио више истакнутих политичара и чланова Комунистичке партије Совјетског Савеза о издаји и намерама да створи антисовјетску организацију са седиштем у Лењинграду.[22][23]

### 1950.– 1990.
- 1953
  - Павловски Дистрикт постаје део града.
  - Основан је Музеј Пушкина.
- 1954 – Левашово, Парголово и Песоцхни постају део града.
- 1955 – Почиње са радом Санктпетербуршки метро.

- 1962 – Изграђена ТВ-кула у Санкт Петербургу.
- 1965 - Укупан број становника: 3.329.000 city; 3.641.000 urban agglomeration.[24]
- 1967 – Основан је Музеј електричног транспорта. То је најстарији музеј електричног транспорта у Русији.
- 1971
  - Отворен је Музеј Фјодора Михајловича Достојевског
  - Основан је Римски-Корсаков музеј.
- 1974 – Основано је Позориште младих на Фонтанци
- 1981 – Отварио се Лењинград Рок Клуб.
- 1984
  - Основана је Театралнаја Лабораторија.
  - Град се побратимио са, Лос Анђелесом, Сједињене Државе.[25]
- 1985 - Укупан број становништва: 4.867.000.[26]
- 1987
  - Отворено је дечије Позориште На Неве.

- - Отворено је Зазеркалије позориште.
- 1988 – Ксенија Петроградска је канонизована.
- 1989
  - Основан је Комедијантски театар.

- - Отворен је Књижевни и меморијални музеј Ана Ахматова, посвећен Ани Ахматовој.
- 1990 – Отворено је позориште Остров.
- 1991
  - Град је преименован у Санкт Петербург.
  - Усаглашен је дизајн заставе.
  - Анатолиј Собчак постаје градоначелник.
- 1993 – Отварио се ноћни клуб Тунел.
- 1994
  - Формирана је Законодавна скупштина Санкт Петербурга.
  - Основано је Санкт Петербуршки балет.
- 1996 – Владимир Анатољевич Јаковљев постаје гувернер града.
- 1997 – Основан је Музеј играчака.
- 1998
  - Убијена је политичарка Галина Старовојтова.
  - Отворен је музеј Набоков.
- 2000 – Град је означио административни центар Северозападни федерални округ.

## 21. век
- 2003
  - Александр Дмитријевич Беглов постаје градски гувернер, пре њега је била Валентина Матвијенко.
  - Почиње Петер и Паул Џез Фестивал. Познат је као највећи џез догађај на отвореном у северозападној Русији.
  - Отвара се Музеј оптичких технологија. Основан је у циљу да младе људе упозна са достигнућима у оптичкој технологији, укључујући и савремени оптички инжењеринг и информациону технологију.
- 2004
  - Отвара се Велики Обуховски мост. Укупне је дужине од 2824 m, а широк је 382 m. За разлику од других мостова, Велики Обуховски мост се састоји од два идентична моста изграђена један до другог.
  - Основан је Центар за савремену уметност Сергеја Курејхина.
- 2005 – Инцидент са гасом у децембру 2005. године. Гас је 26. децембра 2005. године пуштен у утичницу продавнице ланца снабдевања Максидом. Око 78 људи је добило медицинску помоћ због тровања гасом. Од тога је 66 одведено у болницу, али је убрзо након тога пуштено више од 50.[27]
- 2006 – Одржан је 32. Г8 самит.
- 2007 – Марш дисидената.[28]
- 2008 – Почиње лезбејски и геј међународни филмски фестивал. То је међународни фестивал филма који настоји да истражује питања хомосексуалности, бисексуалности и трансродних (ЛГБТ) особа кроз уметничку кинематографију.
- 2009 – Отвара се Галерија савремене скулптуре и пластике.
- 2010
  - Почиње фестивал Јота Спејс арт. Јота Спејс је непрофитни међународни дигитални фестивал уметности који организује Јота у Санкт Петербургу од 2010. године.
  - Успостављен Музеј уметности Ерарта.

- 2011
  - Георги Сергејевич Полтавченко постаје гувернер града.
  - Отворена брана у Санкт Петербургу.
  - Отворена је петња у Санкт Петербургу који је дуг 142 км.
  - Почиње Међународни правни форум у Санкт Петербургу.
- 2013 – Септембар: Г20 самит.

## Библиографије

### Објављено у 18—19. веку
- Marshall, Joseph (1773), „Petersburg”, Travels through Holland, Flanders, Germany, Denmark, Sweden, Lapland, Russia, the Ukraine & Poland in the years 1768, 1769, & 1770 (2nd изд.), London: Printed for J. Almon
- Coxe, William (1784), „Petersburgh”, Travels into Poland, Russia, Sweden and Denmark, London: Printed by J. Nichols, for T. Cadell, OCLC 654136
- Conrad Malte-Brun (1827), „Petersburg”, Universal Geography, 6, Edinburgh: Adam Black
- Conder, Josiah (1830), „St. Petersburgh”, Russia, The Modern Traveller, 17, London: J.Duncan
- Brewster, David, ур. (1832). „St. Petersburg”. Edinburgh Encyclopædia. 15. Philadelphia: Joseph and Edward Parker.
- Francis Coghlan (1834). Guide to St. Petersburgh and Moscow. London.
- Thomson, John (1845), „St. Petersburg”, New Universal Gazetteer and Geographical Dictionary, London: H.G. Bohn
- „St. Petersburg”. Hand-book for Travellers in Russia, Poland, and Finland (2nd изд.). London: John Murray. 1868.
- McCulloch, John Ramsay (1880), „Petersburg”,  Ур.: Hugh G. Reid, A Dictionary, Practical, Theoretical and Historical of Commerce and Commercial Navigation, London: Longmans, Green, and Co.
- Maturin Murray Ballou (1887), „(St. Petersburg)”, Due North; or, Glimpses of Scandinavia and Russia, Boston: Ticknor and Company

### Објављено у 20. веку
- Annette M.B. Meakin (1906). „St. Petersburg”. Russia, Travels and Studies. London: Hurst and Blackett. OCLC 3664651.
- „St. Petersburg”, Encyclopædia Britannica (11th изд.), New York, 1910, OCLC 14782424
- Vincent, Benjamin (1910), „St. Petersburg”, Haydn's Dictionary of Dates (25th изд.), London: Ward, Lock & Co.
- Ruth Kedzie Wood (1912), „The Capital”, The Tourist's Russia, New York: Dodd, Mead and Company, OCLC 526774
- Winter, Nevin O. (1913). „The Capital”. Russian Empire of To-day and Yesterday. Boston: L. C. Page.
- „St. Petersburg”, Russia, Leipzig: Karl Baedeker, 1914, OCLC 1328163
- Francis Whiting Halsey, ур. (1914). „St. Petersburg”. Russia, Scandinavia, and the Southeast. Seeing Europe with Famous Authors. 10. Funk & Wagnalls Company  — преко Hathi Trust.
- Harold Whitmore Williams (1915), „In the Chief City”, Russia of the Russians, New York: C. Scribner's Sons
- James William Barnes Steveni (1916), Petrograd, Past and Present, Philadelphia: Lippincott, OCLC 2399981
- Matley, Ian M. (1981). „Defense Manufactures of St. Petersburg 1703–1730”. Geographical Review. 71. JSTOR 214506.
- „Russia: St. Petersburg”, Europe, Let's Go, New York: St. Martin's Press, 1999, стр. 757+, OL 15158051W
- „St Petersburg”, Scandinavian & Baltic Europe (4th изд.), Lonely Planet, 1999, стр. 438+, OL 8314793M
- Olga Gritsai and Herman van der Wusten (2000). „Moscow and St. Petersburg, a sequence of capitals, a tale of two cities”. GeoJournal. 51. JSTOR 41147495.

### Објављено у 21. веку
- Julie A. Buckler. Mapping St. Petersburg: Imperial Text and Cityshape. 2005
- George E. Munro. The Most Intentional City: St. Petersburg in the Reign of Catherine the Great. Madison: Farleigh Dickinson University Press, 2008
- Veli-Pekka Tynkkynen (2009). „Planning rationalities among practitioners in St. Petersburg, Russia: Soviet traditions and Western influences”.  Ур.: Jörg Knieling and Frank Othengrafen. Planning Cultures in Europe: Decoding Cultural Phenomena in Urban and Regional Planning. Ashgate. ISBN 978-0-7546-7565-5.
- Paul Keenan. St Petersburg and the Russian Court, 1703–1761. 2013
- Catriona Kelly. St Petersburg: Shadows of the Past. 2014
- Steven Maddox. Saving Stalin's Imperial City: Historic Preservation in Leningrad. 2014